# أل كيلوغ
أل كيلوغ (بالإنجليزية: Al Kellogg)‏ هو لاعب كرة قاعدة أمريكي، ولد في 9 سبتمبر 1886 في بروفيدنس في الولايات المتحدة، وتوفي في 21 يوليو 1953 في بورتلاند في الولايات المتحدة.

## وصلات خارجية
- أل كيلوغ على موقعبيزبول رفرنس.كوم (الدوري الرئيسي) (الإنجليزية)
- أل كيلوغ على موقعبيزبول رفرنس.كوم (الدوري الثانوي) (الإنجليزية)